# August Lülves
August Lülves (* vor 1829; † nach 1853) war ein deutscher Kupferstecher, Radierer und Lithograf.

## Leben
Anton Lülves war der Sohn des Amtsvogtes in Wallensen, des dort am 9. Mai 1826 verstorbenen Ernst August Lülves. Seine Mutter war Johanne Margarethe Seidler.
1829 lässt sich Lülves in Hannover nachweisen. Es wurde eine Identität mit dem von Hannover ausgewanderten Kupferstecher und Radierer Anton Friedrich Lülves vermutet, der 1833 in Mülhausen im Elsass tätig und später in Rouen in Frankreich ansässig war.
1853 firmierte August Lülves in Hannover auf der Leineinsel Klein-Venedig unter der Adresse Insel 5.

## Werke
- Beim Limmerbrunnen, kolorierter Stahlstich von W. Voss, 1828[2]
- Der Tiergarten in Kirchrode, Kupferstich von Voß, 1828[2]
- Vier kolorierte Kupferstiche nach Heinrich Ramberg in Friedrich Anton Levin Matthaeis Schrift Des Braminen Pilpai Weisheit der Indier in Fabeln. Zur Unterhaltung und Belehrung der Jugend aus gebildeteren Ständen, Hannover: Helwingsche Verlagsbuchhandlung, 1826; Digitalisat der TU Braunschweig